# Ilburnia rubescens
Ilburnia rubescens är en insektsart som beskrevs av George Willis Kirkaldy 1907. Ilburnia rubescens ingår i släktet Ilburnia och familjen sporrstritar. Inga underarter finns listade i Catalogue of Life.